# Карасйок
Карасйок (норв. Karasjok, сев.‑саам. Kárášjohka) — коммуна в губернии Финнмарк в Норвегии. Административный центр коммуны — город Карасйок. Население на 2007 год составляет 2763 человек. Площадь Карасйока — 5452,86 км².

## Название
Слово Karasjok является адаптированной к норвежскому языку формой саамского слова Kárášjohka. Значение первого элемента названия точно неизвестно, а элемент johka означает в переводе с саамского «река». До 1866 года Карасйок был частью бывшего муниципалитета Кистранд. В 1990 году название Karasjok было официально заменено на Kárášjohka-Karasjok, что сделало муниципалитет третьим в Норвегии, получившим саамское название. В 2005 году название вновь было изменено при том условии, что могут быть использованы как норвежское, так и саамское название муниципалитета.

## Герб
Современный герб Карасйока был официально утверждён 27 июня 1986 года. Он представляет собой 3 изображения огня, что подчёркивает важность огня для коренного саамского населения этих мест как необходимого условия выживания в суровых условиях зимы, а также как опасности на стоянках в сосновых лесах. Герб включает именно 3 изображения огня, потому что Карасйок — муниципалитет, где живут три основных народа: норвежцы, саамы и квены.

## География

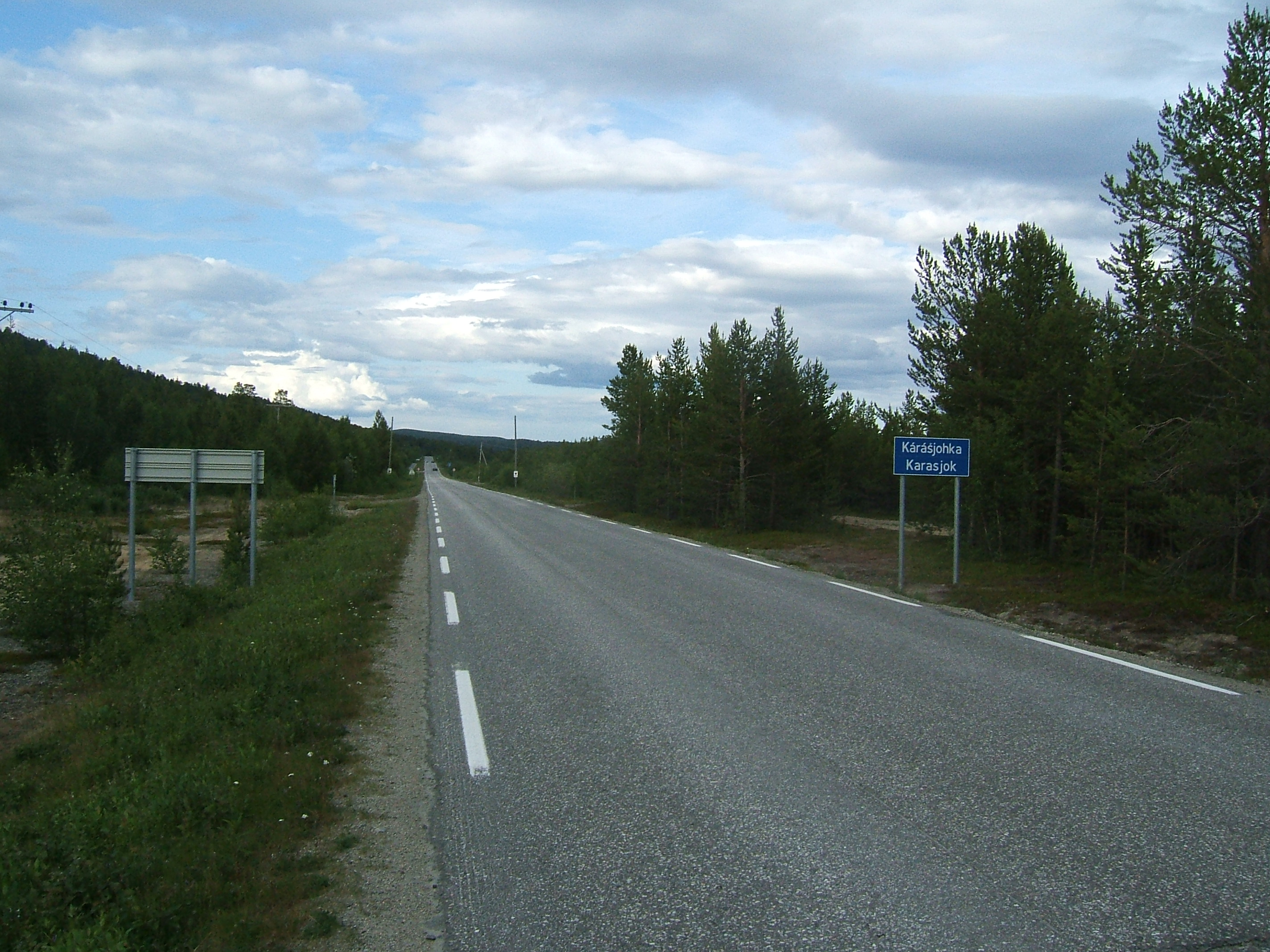
Въезд в общину

Муниципалитет расположен в верховьев реки Танаэльв, а также вдоль её притоков — рек Анарйохка и Карасйохка. Территория Карасйок включает в себя обширную часть плоскогорья Финмаркен. Наиболее значительное озеро — Гасадатьяври. В долинах рек произрастают сосновые и берёзовые леса. Ближайший аэропорт находится в городе Лаксэльв, примерно в 80 км от муниципалитета.
Климат Карасйок более континентальный и засушливый, чем большая часть норвежского побережья. 1 января 1886 года здесь была отмечена самая низкая когда-либо зафиксированная температура в Норвегии, которая составила −51,4 °C.
| Показатель                    | Янв.  | Фев.  | Март  | Апр. | Май  | Июнь | Июль | Авг. | Сен. | Окт. | Нояб. | Дек.  | Год  |
| ----------------------------- | ----- | ----- | ----- | ---- | ---- | ---- | ---- | ---- | ---- | ---- | ----- | ----- | ---- |
| Средний суточный максимум, °C | −11,5 | −10   | −4,2  | 1,4  | 7,4  | 14,6 | 17,7 | 14,9 | 9,2  | 1,9  | −5    | −9,5  | 2,2  |
| Средняя температура, °C       | −17,1 | −15,2 | −9,8  | −3   | 4,1  | 10,4 | 13,4 | 10,8 | 5,5  | −1,3 | −9,4  | −15,3 | −2,2 |
| Средний суточный минимум, °C  | −23,2 | −21,6 | −16,6 | −8,8 | −0,7 | 5,4  | 8,2  | 6,1  | 1,5  | −4,8 | −14   | −21,1 | −7,5 |
| Норма осадков, мм             | 18    | 13    | 14    | 15   | 23   | 42   | 71   | 58   | 40   | 33   | 22    | 17    | 366  |
| Источник: eKlima              |       |       |       |      |      |      |      |      |      |      |       |       |      |

## Население

Статистика численности населения коммуны Карасйок

По данным на январь 2012 года население муниципалитета составляет 2763 человек. Большая часть населения проживает в деревне Карасйок. Примерно для 80 % населения родным языком является саамский. Саамский и норвежский имеют на территории муниципалитета равный статус. Здесь расположен Саамский парламент Норвегии (сев.‑саам. Sámediggi), а также несколько других саамских учреждений и станций вещания.

## Известные личности, связанные с Карасйоком
В коммуне Карасйок родились известная певица Мари Бойне и путешественники Сэмюэль Балто и Оле Равна.

## Города-побратимы
- Оленегорск[5]
- Ловозеро[6][7]